# Odontosia ussurica
Odontosia ussurica är en fjärilsart som beskrevs av Hanan Bytinski-salz 1939. Odontosia ussurica ingår i släktet Odontosia och familjen tandspinnare. Inga underarter finns listade i Catalogue of Life.